# Kreuzberg (Geiselbach)
Der Kreuzberg ist ein 388 Meter hoher Berg im Spessart bei Geiselbach im Landkreis Aschaffenburg in Bayern. Im lokalen Dialekt wird er „Kreizkippel“ genannt.

## Geographie
Der größtenteils bewaldete Berg liegt direkt nördlich von Geiselbach auf der Gemarkung Geiselbacher Forst, die bis 2014 gemeindefrei war, und ist die höchste Erhebung der Geiselbacher Gemeindegemarkung. Über den Kreuzberg führt die Birkenhainer Straße. Östlich des Kreuzberges liegt der Gleisberg (352 m), südöstlich der Ziegelberg (380 m). Im Norden befindet sich der Rochusberg (333 m). Der Kreuzberg wird westlich durch den Budemichgraben und nordwestlich, an der Landesgrenze zu Hessen, durch den Näßlichbach begrenzt.

## Geschichte
In alten Karten von 1594 und 1619 wird der Kreuzberg als „Eckstein“ bezeichnet. Erst seit dem 19. Jahrhundert findet sich der Name Kreuzberg. Aus kirchlichen Unterlagen geht hervor, dass sich bereits im Jahre 1847 dort ein Holz- oder Steinkreuz befunden haben muss. 1906 wurde ein Kreuzweg zum Gipfel errichtet. 1984 und 2007 wurden die Stationen saniert.